# Asue Awyu jezik
Asue Awyu jezik (miaro, miaro awyu, pisa; ISO 639-3: psa), transnovogvinejski jezik uže skupine ok-awyu, kojim govori 6 500 ljudi (2002 SIL) istočno od rijeke Kampong u Irian Jayi, Indonezija. Jedan je od sedam Awyu jezika, a najbliži su mu edera awyu [awy] i južni awyu [aws]
Sela u kojima se govore smještena su uz rijeke Kampong, Asue i Emogon. 

## Vanjske poveznice
- Ethnologue (14th)
- Ethnologue (15th)